# 283 г. пр.н.е.
283 (двеста осемдесет и трета) година преди новата ера (пр.н.е.) е година от доюлианския (Помпилийски) римски календар.

## Събития

### В Римската република
- Консули са Публий Корнелий Долабела и Гней Домиций Калвин Максим.
- Боиите нахлува в Северна Италия и навлизат в Етрурия, при което няколко етруски градове отхвърлят споразуменията сключени с Рим и преминават на страната на нашествениците.[1]
- В битка при езерото Вадимо римляните, начело с консула Долабела, разбиват боите и съюзниците им и скоро след това окупират територията по северното адриатическо крайбрежие обитавано от сеноните.[1]

### В Гърция
- В плен умира царя на Македония Деметрий I Полиоркет.[2] Той е наследен от своя син Антигон II Гонат, който получава тялото на баща си от Селевк I Никатор, за да бъде погребано с почести. Антигон, обаче за момента, е цар на Mакедония само по име, защото огромната част от царството му е под властта на Лизимах.

### В Египет
- Умира основателят на птолемейската династия Птолемей I. Птолемей II става единствен владетел на Египет.[2]

## Починали
- Деметрий I Полиоркет, е цар на Древна Македония (роден 336 г. пр.н.е.)
- Птолемей I, стратег на Александър Македонски, диадохи, владетел на Египет (306 пр.н.е – 285 пр.н.е) и основавател на династията на Птолемеите (роден 367 г. пр.н.е.)